# G3: Live in Tokyo
G3: Live in Tokyo uživo je album projekta G3 na kojemu nastupaju John Petrucci, Joe Satriani i Steve Vai a izlazi u listopadu 2005.g. Album izlazi kao dvostruko CD izdanje s dodatnim materijalom na DVD-u na kojemu se mogu ćuti razni komentari Satriania, Vaia i Petruccia.
Inače Petrucci je ovu turneju prezentirao na svom debitantskom albumu Suspended Animation.

## Popis pjesama

#### Disk 1

##### John Petrucci
Sve pjesme napisao je John Petrucci
1. "Glasgow Kiss" - 9:18
2. "Damage Control" - 10:31

##### Steve Vai
Sve pjesme napisao je Steve Vai
1. "The Audience Is Listening" - 8:59
2. "Building the Church" - 6:09
3. "K'm-Pee-Du-Wee" - 9:16

#### Disc 2

##### Joe Satriani
Sve pjesme napisao je Joe Satriani
1. "Up in Flames" - 8:56
2. "Searching" - 8:44
3. "War" - 6:37

##### The G3 Jam
1. "Foxy Lady" (Jimi Hendrix) - 10:43
  - The Jimi Hendrix Experience album
2. "La Grange" (Billy Gibbons, Dusty Hill, Frank Beard) - 9:18 
  - ZZ Top album
3. "Smoke on the Water" (Ian Gillan, Ritchie Blackmore, Roger Glover, Jon Lord, Ian Paice) - 12:33
  - Deep Purple album

### DVD popis

#### John Petrucci
1. "Glasgow Kiss"
2. "Damage Control"

#### Steve Vai
1. "The Audience Is Listening"
2. "Building the Church"
3. "K'm-Pee-Du-Wee"

#### Joe Satriani
1. "Up in Flames"
2. "Searching"
3. "War"

#### The G3 Jam
1. "Foxy Lady"
2. "La Grange"
3. "Smoke on the Water"

#### Ekstra dodatak
- G3 zvučni zapis (15:01) komentari od Joe Satriania, Steve Vaia i John Petruccia.

## Popis izvođača

### Joe Satriani
- Joe Satriani - Prva gitara, Vokal
- Galen Henson - Ritam gitara
- Matt Bissonette - Bas gitara, Vokal
- Jeff Campitelli - Bubnjevi

### Steve Vai
- Steve Vai - Prva gitara
- Dave Weiner - Ritam gitara
- Billy Sheehan - Bas gitara, Vokal
- Tony Macalpine - Klavijature, Prva gitara
- Jeremy Colson - Bubnjevi

### John Petrucci
- John Petrucci - Gitara
- Dave LaRue - Bass gitara
- Mike Portnoy - Bubnjevi, Udaraljke